# Baureith
Baureith ist eine Ortschaft in der Marktgemeinde Aigen-Schlägl im Bezirk Rohrbach in Oberösterreich.

## Geografie

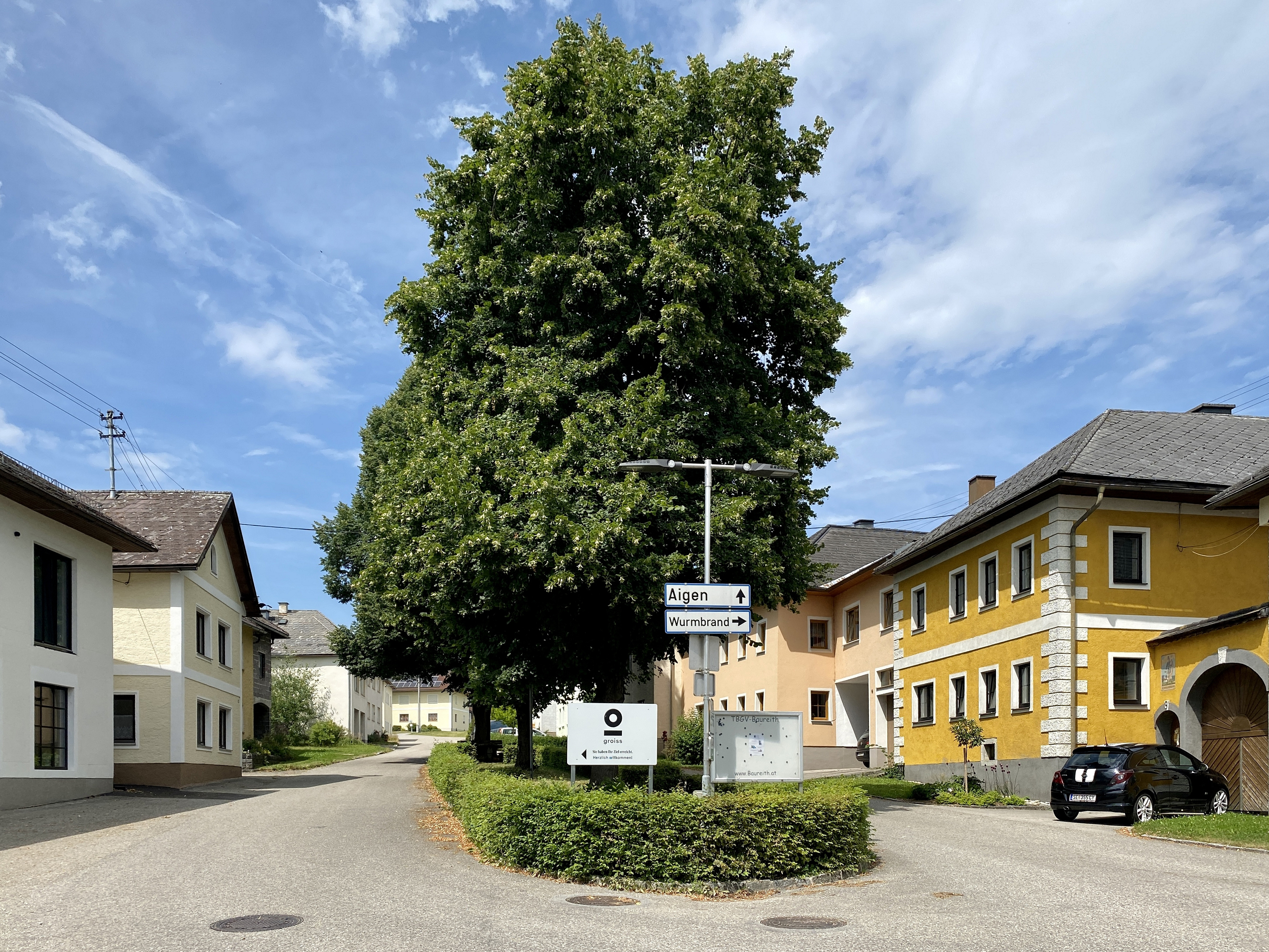
Ortszentrum von Baureith

Baureith liegt östlich von Schlägl und ist über die Landesstraße L1546 erreichbar, die im Süden durch den Ort führt. Durch den Ort verläuft eine Nebenstraße nach St. Oswald bei Haslach zur Galgenbergstraße (L1549). Am 1. April 2020 umfasste die Ortschaft 81 Adressen. Sie liegt im Einzugsgebiet des Baureither Bachs. Baureith ist Teil der 22.302 Hektar großen Important Bird Area Böhmerwald und Mühltal.

## Geschichte
Baureith wurde erstmals im Jahr 1436 urkundlich erwähnt. Das Dorf wurde wahrscheinlich 1471 ein Mautort des Stifts Schlägl. Im Oberösterreichischen Bauernkrieg des Jahres 1626 wurden in Baureith von den herumziehenden, aufständischen Bauern elf Höfe niedergebrannt.
Bei einem Brand im Jahr 1902 wurde eine der beiden Häuserreihen des Dorfs zerstört. Einem Feuer fiel am 28. April 1929 das Haus Dolzer mit der Adresse Baureith Nr. 24 zum Opfer. Es wurde vermutet, konnte jedoch nicht bewiesen werden, dass der damalige Besitzer Johann Steiniger das Feuer selbst gelegt hatte. Das Niederbrennen des Hauses Groiß am Feld mit der Adresse Baureith Nr. 20 am 17. Mai 1931 konnte mangels Löschwasser nicht verhindert werden. Am 17. Dezember 1933 verursachte ein schadhafter Kamin die Brandzerstörung des Hauses Hauzeneder mit der Adresse Baureith Nr. 15. Ein Feuer am 10. März 1935 vernichtete das Haus Holnsteiner mit der Adresse Baureith Nr. 14. Die Ehefrau des Besitzers, Rosa Holnsteiner, wurde wegen Brandstiftung verurteilt.
Im besetzten Nachkriegsösterreich stand die Gegend von 1. Mai bis 10. August 1945 unter Kontrolle der Vereinigten Staaten. In Baureith befand sich ein Quartier der amerikanischen Truppen. Danach gehörte das Mühlviertel zur sowjetischen Zone. Im Jänner 1952 wurde in Baureith ein gemeindeeigener Löschteich angelegt. Bis zur Gemeindefusion von Aigen im Mühlkreis und Schlägl am 1. Mai 2015 gehörte Baureith zur Gemeinde Schlägl.

## Kultur und Sehenswürdigkeiten
Nordwestlich von Baureith steht ein Tabernakelpfeiler aus dem 17. Jahrhundert. Der Jakobsweg Oberes Mühlviertel führt durch das Dorf.